# شعيب أم طليح

## الموقع

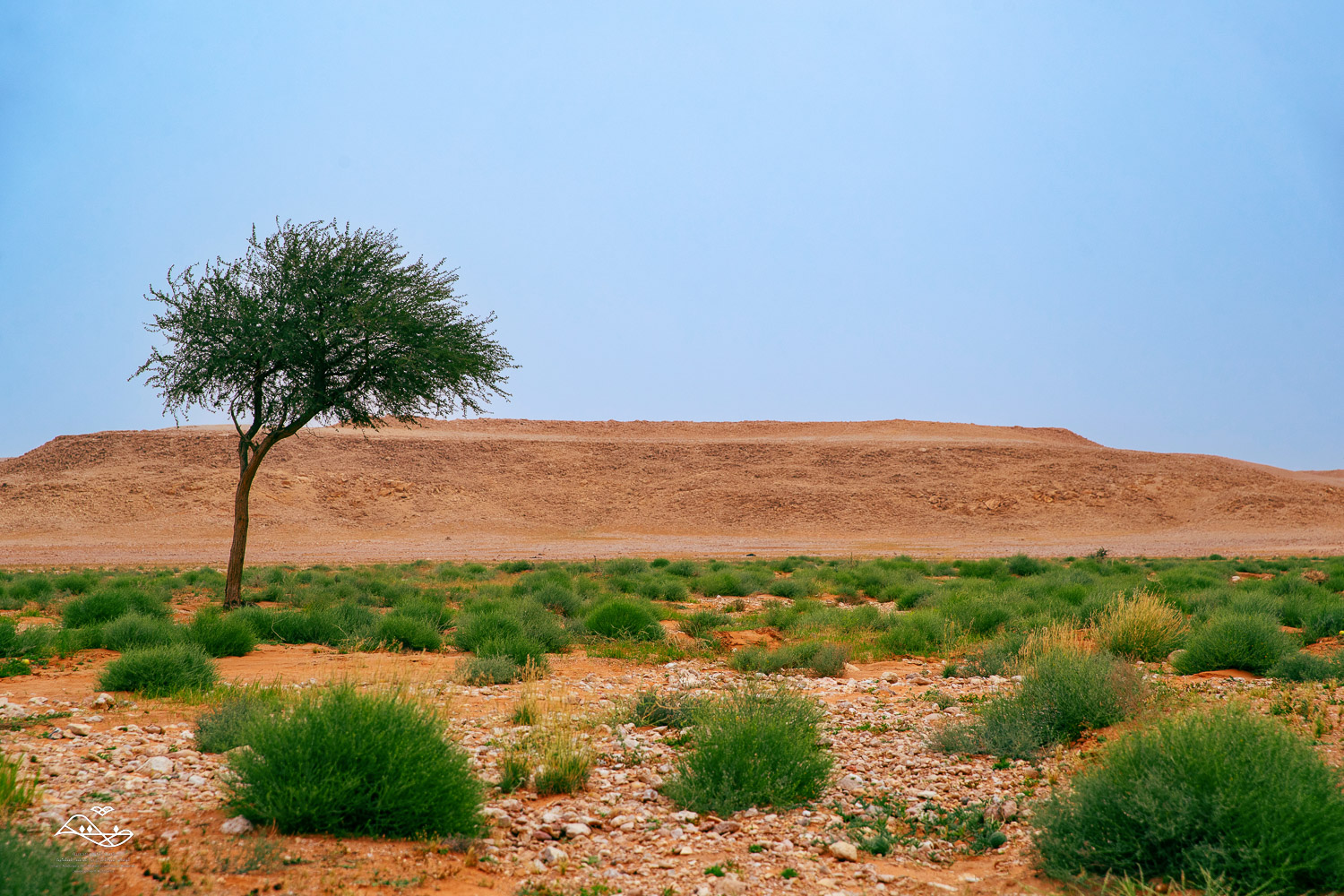

يقع شعيب أم طليح ضمن حدود محمية الإمام عبد العزيز بن محمد الملكية، ومن الناحية الإدارية تشكل اراضي حوضه جزء من محافظة رماح في المملكة العربية السعودية. وتبدأ منابع شعيب أم طليح عند خط طول 46.833152 درجة شرقا ودائرة عرض 25.220495 درجة شمالاً.

## شعيب أم طليح

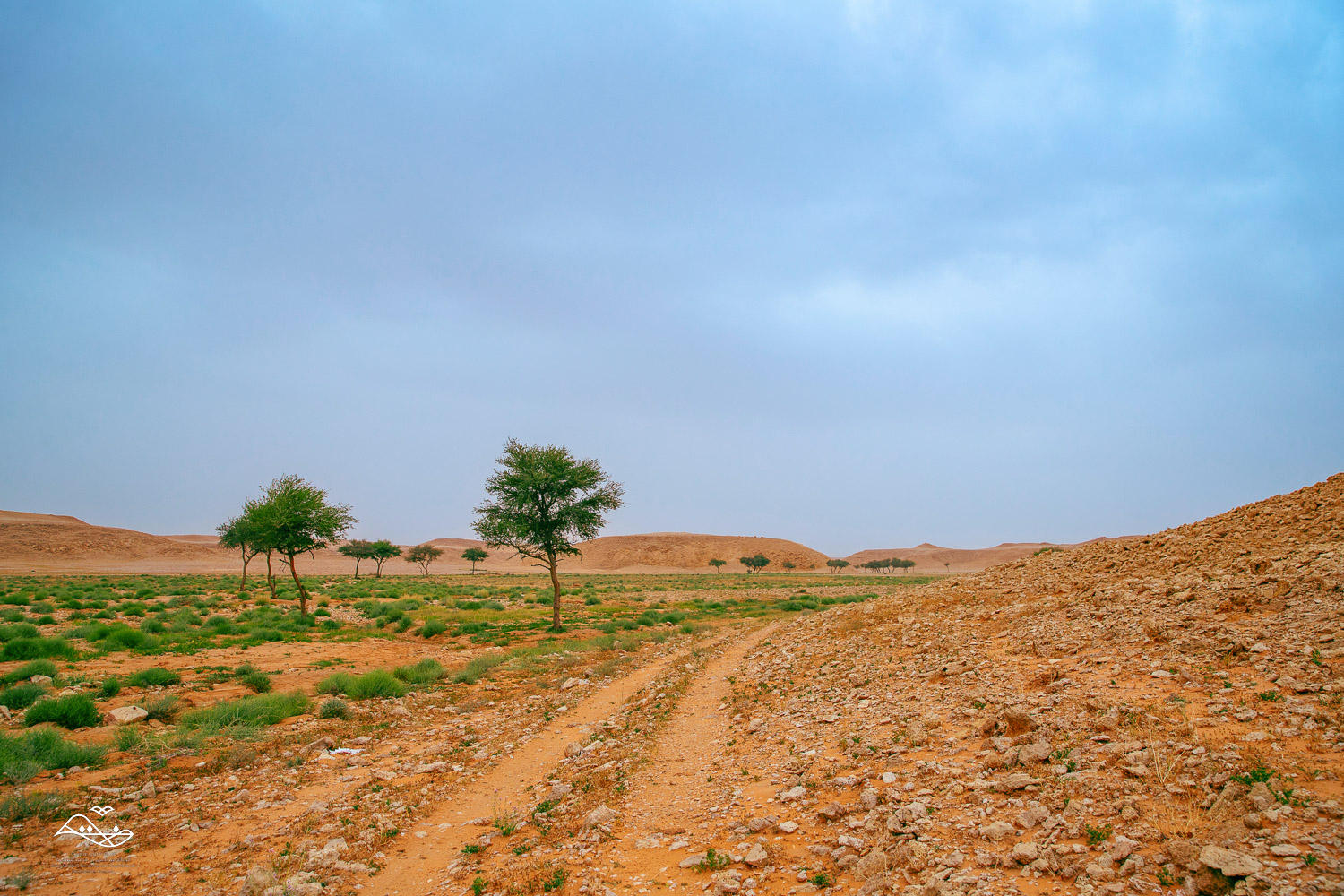

شعيب أم طليح هو أحد روافد وادي جريذي العليا، حيث يلتقي به قادما من الجهة الجنوبية الغربية، ويصرف حوض شعيب أم طليح منطقة جغرافية مستطيلة تمتد من الجنوب الغربي إلى الشمال الشرقي، ويحده من الشمال الغربي حوض قري أم الذر وعدد من الروافد الجنوبية الصغيرة لوادي جريذي، ويحده من الجنوب الشرقي حوض شعيب أبو ركبة وهو من فروع وادي جريذي الجنوبية. ويقع شعيب أم طليح ضمن حدود محمية الإمام عبد العزيز بن محمد الملكية، ومن الناحية الإدارية تشكل اراضي حوضه جزء من محافظة رماح في المملكة العربية السعودية. وتبدأ منابع شعيب أم طليح عند خط طول 46.833152 درجة شرقا ودائرة عرض 25.220495 درجة شمالا، وذلك من أرض صخرية مرتفعة نسبيا، تقع إلى الشمال الشرقي من خشم البويب، وخشم البويب جزء من جال سلسلة جبال العرمة، وتبعد منابع شعيب أم طليح عن جال العرمة بمسافة تقارب 1.5كم، وتمثل هذه المنطقة خط تقسيم المياه بين شعيب أم طليح وشعيب البويب المعاكس الذي يعبرجال جبال العرمة متجها نحو الجنوب الغربي.  وبشكل عام يتجه المجرى الرئيسي لشعيب أم طليح من الجنوب الغربي نحو الشمال الشرقي، حتى يلتقي مع وادي جريذي عند خط طول 46.888963 درجة شرقا ودائرة عرض 25.289926 درجة شمالا. ويبلغ طول مجراه الرئيسي من منبعه إلى أن يلتقي بوادي جريذي حوالي 12كم. ويظهر من صور قوقل ماب أن حوض شعيب أم طليح يتكون من أرض تكثر فيها التلال، وأن روافده لها فروع كثيرة وقصيرة وضيقة نسبيا، ويعطي التقاء مجاري المياه في حوضه نمطا شجريا واضحا، حيث تلتقي الفروع بزوايا حادة، ويتضح من الصور أيضا أن المجرى الرئيسي فيه عدد من الانحناءات والتعرجات، وأنه يتضمن أشجار كبيرة ومتفرقة خاصة في أجزائه السفلى والوسطى.